# آلة تسجيل نقد

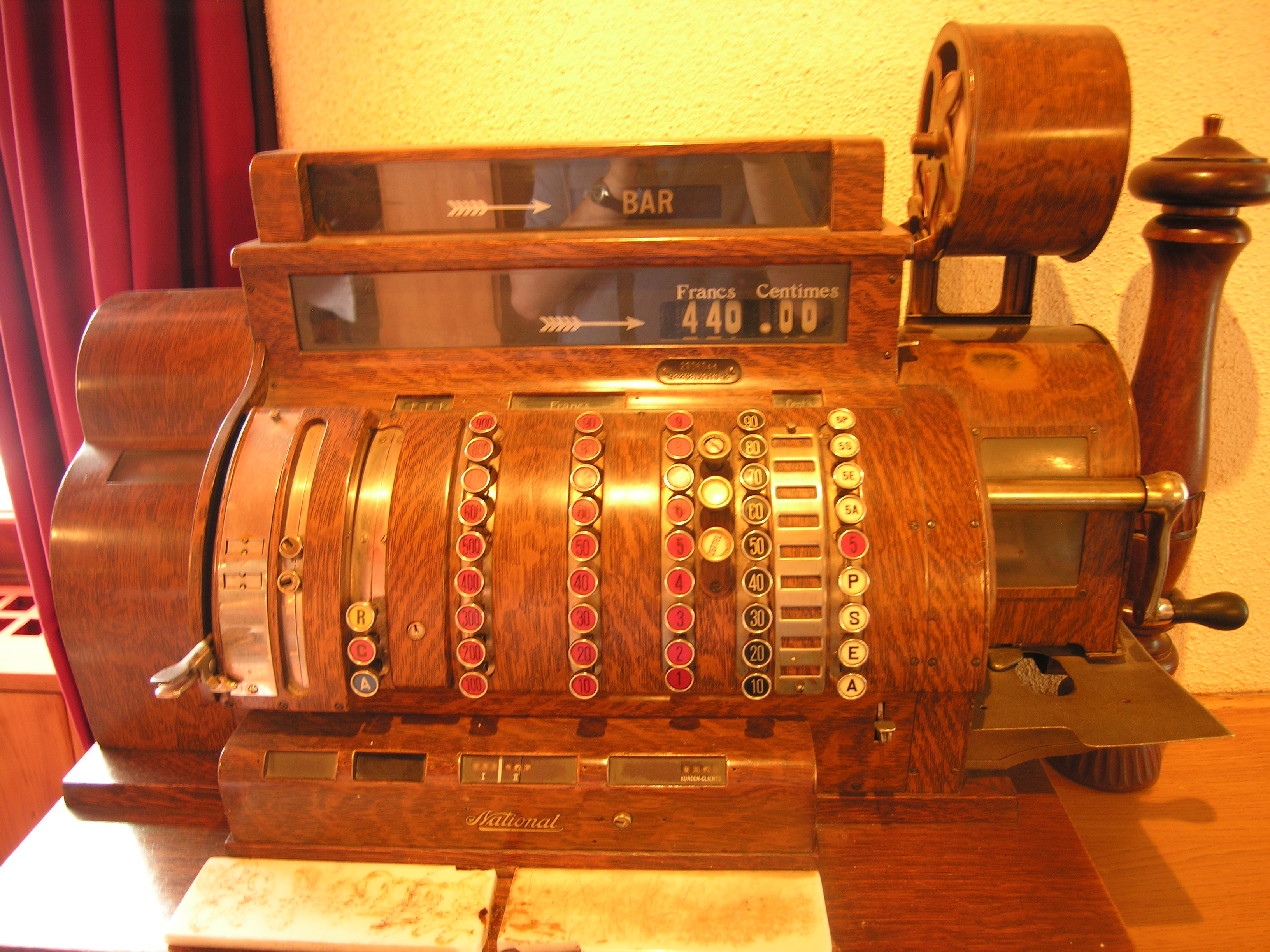
آلة نقد قديمة

مُسجِّلة النقد أو الخزنة أو المِقْرَشَة (اسم آلة على وزن مِفْعَلة من القَرْشُ، أي الكَسْبُ والجمع) أو آلة تسجيل النقد أو الكاشير عن (بالفرنسية: Cashier)‏ هي إحدى الأدوات الرئيسية للأعمال، والتي كثيراً ما يتم تجاهلها كأحد الأدوات التي غيرت من التنظيم في العصر الصناعي. تقوم آلات تسجيل النقد بتسجيل حجم المبيعات، وإمداد إيصالات بيع للعملاء، وتحتفظ بسجل يومي دائم بالعمليات التي تمت خلال اليوم. والآن أصبحت آلات تسجيل النقد إلكترونية عما كانت عليه، ولها العديد من الوظائف التي تمكنها من المساعدة في عمل بيئة تشغيل منظمة للمتاجر والمحلات والمطاعم أيضاً. وقد يستخدم أيضاً تسجيل نقد متطورة وباهظة الثمن وذلك لإدارة المخازن والاحتفاظ بسجلّات لها ولربط أجهزة الحاسب الخاصة بالمنشآت الكبيرة، ويمكنها حصر المبيعات حسب الإدارة أو حسب معينة محددة من قبل، مما يوفر الوقت للمديريين ومستلزمات تشغيل من الدفاتر وأوراق العمل. وهذا النوع من الآلات كثيراً ما تستخدمه سلاسل المطاعم الكبيرة وكبار تجّار التجزءة، وتوجد تلك الأجهزة بنقطة البيع. قد تكون نقطة البيع مكونة من عناصر مختلفة ومن مصنعين مختلفين أيضاً. وتستخدم المؤسسات الصغيرة آلات تسجيل نقد تقليدية حيث تكون قطعة جهاز واحدة به درج للنقود، وطابعة، وشاشة عرض، ومعظم آلات النقد تصنع آسيا ولكن يتم تصميمها من قبل الموزعين تصميم خاص للبلد التي يتم التوريد إليها.

## التاريخ
يبدو من أن فكرة آلات تسجيل النقد جاءت من يأس مخترعها جيمس ريتي، فقد كان صاحب مطعم ويديره بمدينة دايتون في السبعينات من القرن التاسع عشر. ولقد كان المطعم مشهورا ودائماً مملوءًا بالزُبُن، ومع ذلك فقد كان المطعم يحقق خسائر. واكتشف جيمس ريتّي ان السبب يرجع إلى عدم أمانة النُدُل، فقد كانوا يحفظون المال في جيوبهم أو في درج غير مغلق أو حتى في علبة سجائر قديمة. ذلك النظام النقدي السيئ أدّى إلى عدم القدرة على الاحتفاظ بسجلات لحركة المبيعات ومتابعتها، مما أدى إلي خلق المشاكل مع الزبن، فلو أن أحد الزبن رجع بعد أن اشترى شيئا ليشتكي دفع مبلغ زيادة أو لم يتم إعطائه الشيء الصحيح فلا وسيلة موضوعية لتسوية ذلك النزاع، وبالتأكيد في ظل ذلك النظام المفتوح فإن الموظفين لديهم القدرة على السرقة، وفي عصر جيمس ريتّي كانت سرقة الكتبة - موظفين بالمطاعم أو المحلات التجارية - موقفا معتادا، وكان موقف صاحب المحل ضعيفا أمام خيانة العمال أو الموظفين بالعمل، ولقد قام جيمس ريتّي بتغيير الندل العديد من المرات، ولكنه لم يفلح في منع خسائر السرقة مما أدّى به إلي لانهيار عصبي.
لذلك قام جيمس ريتّي برحله إلي أوروبا للتخفيف عن نفسه، خلال الرحلة وعلى ظهر السفينة لقي جيمس ريتّي مهندسي الطاقم وأقيمت علاقات صداقة بينهم، وكان يقضي الساعات بغرفة المحرك للسفينة، وهناك لاحظ آلة تعمل تلقائيا خاصة بتسجيل تقرير تحرك اتجاهات مراوح الدفع للسفينة، من هنا استطاع جيمس ريتّي أن يتخيل صورة لآلة متشابهة قادرة على تسجيل تقرير وإعداده لكمية النقود الداخلة لدرج النقدية، فقطع عطلته ورجع وقام بالعمل على تصميم النموذج الذي تخيله، وجمع جيمس ريتّي أول آلة لتسجيل النقد في عام 1879، وقام بإعادة تصميم طراز ثاني في الآخر من السنة نفسها، ورجع جيمس ريتّي إلى عملة بطراز ثالث بعد إتقان تصميمه وكانت لا تخطئ (Ritty’s Incorruptible Cashier).

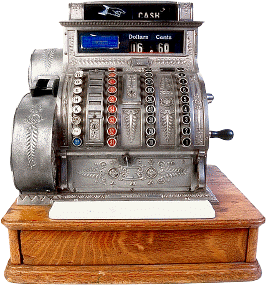

تتكون آلة تسجيل النقد التي اخترعها جيمس من صفين من المفاتيح من الأمام، كل مفتاح لديه رمز يخص فئة معينة من النقود تبدأ من خمس سنتات إلي دولار، وبالضغط على المفاتيح يلف عمودا ويحرك عدادا بداخل الآلة، وكانت تلك الطريقة تحفظ المبيعات الخاصة باليوم، وكانت الآلة لها واجهة مثل الساعة لإظهار كمية المبيعات الفردية، وكان لها عقرب خاص بفئة السنتات والآخر لفئة الدولارات، ولأن الآلة قادرة على حفظ إجمالي مبيعات اليوم فإنه من السهل معرفة أي سرقة بسهولة، ولاحقاً ظهر طراز يحتفظ بشكل الساعة وبه رزمة من الورق يتم نخزها بمجموعة من الدبابيس للاحتفاظ بسجل دائم خاص بمبيعات اليوم لصاحب العمل، ومع ذلك فإن جيمس لم يستطع أن ينشر آلته ولم تكن تشعل الحماسة، فهو لم يقم إلا ببيع آلة واحدة لجون هنري باترسون، والذي كان يدير أعمالا صغيرة بالفحم، ولكنه كان عاشقا لآلة جيمس، ولذلك قرر شراء الشركة المنتجة لها (Ritty’s Company).
لسوء حظ جون قام جيمس ريتي ببيع الشركة لشخص آخر هو جاكوب إكرت (Jacob H. Eckert)، ولقد قام جاكوب بإضافة بعض الأدوات الرئيسية للآلة، مثل جرس وذلك بعد إتمام عملية بيع، ولقد قام جاكوب بإدارة الشركة تحت اسم المحلية للصناعة (National Manufacturing Company) مع العديد من الشركاء، وفي عام 1884 وصل جون باترسون وكان حريصاً علي شراء الشركة الصغيرة، وبعد إجراء عقد أولي مع الشركة، اكتشف أن الشركة هي أضحوكة المدينة حيث أنها لم تقم بتكوين أي مال، ولم يكن أحد يتوقع ذلك، وحاول جون باترسون الخروج من العقد، ولكنه أَجبر على اتمام الصفقة، وأكمل العمل بالشركة تحت اسم «المحلية لآلات تسجيل النقد» (National Cash Register).
و قامت الشركة بتطوير الآلة، وبحلول عام 1890 كانت آلات تسجيل النقد تطبع إيصالات البيع للعملاء كخاصية أساسية (Cash Receipts)، وفي 1906 ظهرت آلات تسجيل النقد التي تعمل بالكهرباء، وقامت الشركة بالقيام بالإعلانات والبيع، وأصبح طرازا أساسيا في العديد من الصناعات، وتم التوزيع للآلة على مستوى جغرافي واسع. وبنهاية الحرب العالمية الأولى، كان ما يقرب من نصف مبيعات الشركة من الأسواق الخارجية، والتي تمثل 50 دولة على الأقل. وكان عدد الآلات التي تم بيعها في عام 1922 فقط، يبلغ مليوني وحدة، ولقد استطاعت الشركة احتكار تلك الصناعة، وقامت بشراء كل منافسيها والقضاء عليهم. واستطاعت الشركة تطوير خط إنتاجها وإمداد الآلة بالعديد من الخصائص لأجل تغطية الطلب على الآلات. وبحلول عام 1944، قامت الشركة بطلب 2400 براءة اختراع لأكثر من تصميم.
و مع التقدم التكنولوجي للمعالجات الدقيقة في بداية السبعينات من القرن العشرين تغيرت تلك الصناعة، حيث تم انتقال إنتاج تلك الصناعة إلي آسيا، وخرج نوعان رئيسيان. النوع الأول: منخفض التكلفة ويكون واحدة بها معظم الخصائص المطلوبة وعادةً يشار إليها بآلة تسجيل النقد الإلكترونية أما النوع الثاني عالي التكلفة فهي الحواسيب عند نقطة البيع وهي معقدة عن آلات تسجيل النقد العادية من حيث قدرتها الفائقة على معالجة البيانات والتعامل معها، وكلاهما متشابه في الشكل. فالنوع الأول يشحن ويكون جاهز للتشغيل، أما الأخير فهو يتم تجميعة من مكونات عدة ولا يكون لهم علاقة حتى يتم ربطهم ببعض وقد يقوم الموزع بالتعديل عليها حسب طلب المستورد أو البلد.